# Primula taliensis
Primula taliensis är en viveväxtart. Primula taliensis ingår i släktet vivor, och familjen viveväxter.

## Underarter
Arten delas in i följande underarter:
- P. t. procera
- P. t. taliensis